# Waukegan
Waukegan (prononcé en anglais : /wɔ.ˈki.gən/) est une ville américaine située dans l'État de l'Illinois, en banlieue nord de Chicago. Siège du comté de Lake, la ville compte 89 321 habitants en 2020 selon le Bureau du recensement des États-Unis.

## Géographie
Située en banlieue nord de Chicago, la ville de Waukegan se trouve aux coordonnées géographiques 42° 22′ 13″ N, 87° 52′ 16″ O sur la rive ouest du lac Michigan, à environ 17 kilomètres au sud de la frontière avec l'État du Wisconsin et à environ 59 kilomètres au nord de Downtown Chicago, à une altitude d'environ 218 mètres au-dessus du niveau de la mer. 
Selon le recensement de 2020, le territoire communal de Waukegan s'étend sur une superficie totale de 63,38 km2, dont 62,72 km2 de terre et 0,66 km2 d'eau. Elle fait partie de l'aire métropolitaine de Chicago (Chicago metropolitan area).

## Démographie
| Groupe                           | Waukegan | Illinois | États-Unis |
| -------------------------------- | -------- | -------- | ---------- |
| Euro-Américains                  | 46,7     | 71,5     | 72,4       |
| Autres                           | 24,6     | 6,7      | 6,4        |
| Afro-Américains                  | 19,2     | 14,6     | 12,6       |
| Asio-Américains                  | 4,3      | 4,6      | 4,8        |
| Métis                            | 4,1      | 2,3      | 2,9        |
| Amérindiens                      | 1,2      | 0,3      | 0,9        |
| Total                            | 100      | 100      | 100        |
| Hispaniques et Latino-Américains | 50,4     | 15,8     | 16,7       |

Selon l'American Community Survey, pour la période 2011-2015, 49,87 % de la population âgée de plus de 5 ans déclare parler l'espagnol à la maison, 44,53 % déclare parler l'anglais, 1,84 % le tagalog et 3,76 % une autre langue.

## Personnalités liées à la ville
Ray Bradbury l'auteur du livre Fahrenheit 451 est né ici.

## Source
- (en) Cet article est partiellement ou en totalité issu de l’article de Wikipédia en anglais intitulé « Waukegan, Illinois » (voir la liste des auteurs).

1. ↑  (en) « U.S. Census Bureau QuickFacts selected: UNITED STATES », sur census.gov.
2. ↑  (en) « Waukegan, IL Population - Census 2010 and 2000 », sur censusviewer.com.
3. ↑  (en) « Population of Illinois - Census 2010 and 2000 », sur censusviewer.com.
4. ↑  (en) « American FactFinder - Results », sur factfinder.census.gov.